# أوليفيرا كاتارينا
أوليفيرا كاتارينا (بالصربية: Оливера Катарина)‏ هي عارضة وكاتِبة ومغنية وشاعرة وممثلة صربية، ولدت في 5 مارس 1940 في صربيا.

## وصلات خارجية
- أوليفيرا كاتارينا على موقع IMDb (الإنجليزية)
- أوليفيرا كاتارينا على موقع ميوزك برينز (الإنجليزية)
- أوليفيرا كاتارينا على موقع أول موفي (الإنجليزية)
- أوليفيرا كاتارينا على موقع أول موفي (الإنجليزية)
- أوليفيرا كاتارينا على موقع قاعدة بيانات الأفلام السويدية (السويدية)
- أوليفيرا كاتارينا على موقع ديسكوغز (الإنجليزية)
- أوليفيرا كاتارينا على موقع قاعدة بيانات الفيلم (الإنجليزية)
- أوليفيرا كاتارينا على موقع كينوبويسك (الروسية)